# Jugendschutz
Unter dem Begriff Jugendschutz werden rechtliche Regelungen zum Schutz von Jugendlichen und Kindern vor gesundheitlichen, sittlichen und sonstigen Gefahren zusammengefasst. Schwerpunkte sind dabei unter anderem Jugend in der Öffentlichkeit, Schutz vor jugendgefährdenden Medien (Zensur), Jugendhilfe und Jugendarbeitsschutz. Darüber hinaus bezeichnet der Begriff praktische Maßnahmen des Staates, durch die Normen des Jugendschutzes umgesetzt werden sollen. Unabhängig von Kontrollen durch Behörden sind die Anbieter von jugendgefährdenden Produkten und Dienstleistungen dafür mitverantwortlich, dass keine Minderjährigen zu ihren Kunden bzw. Abnehmern gehören.

## Unterschiedliche Bewertungen

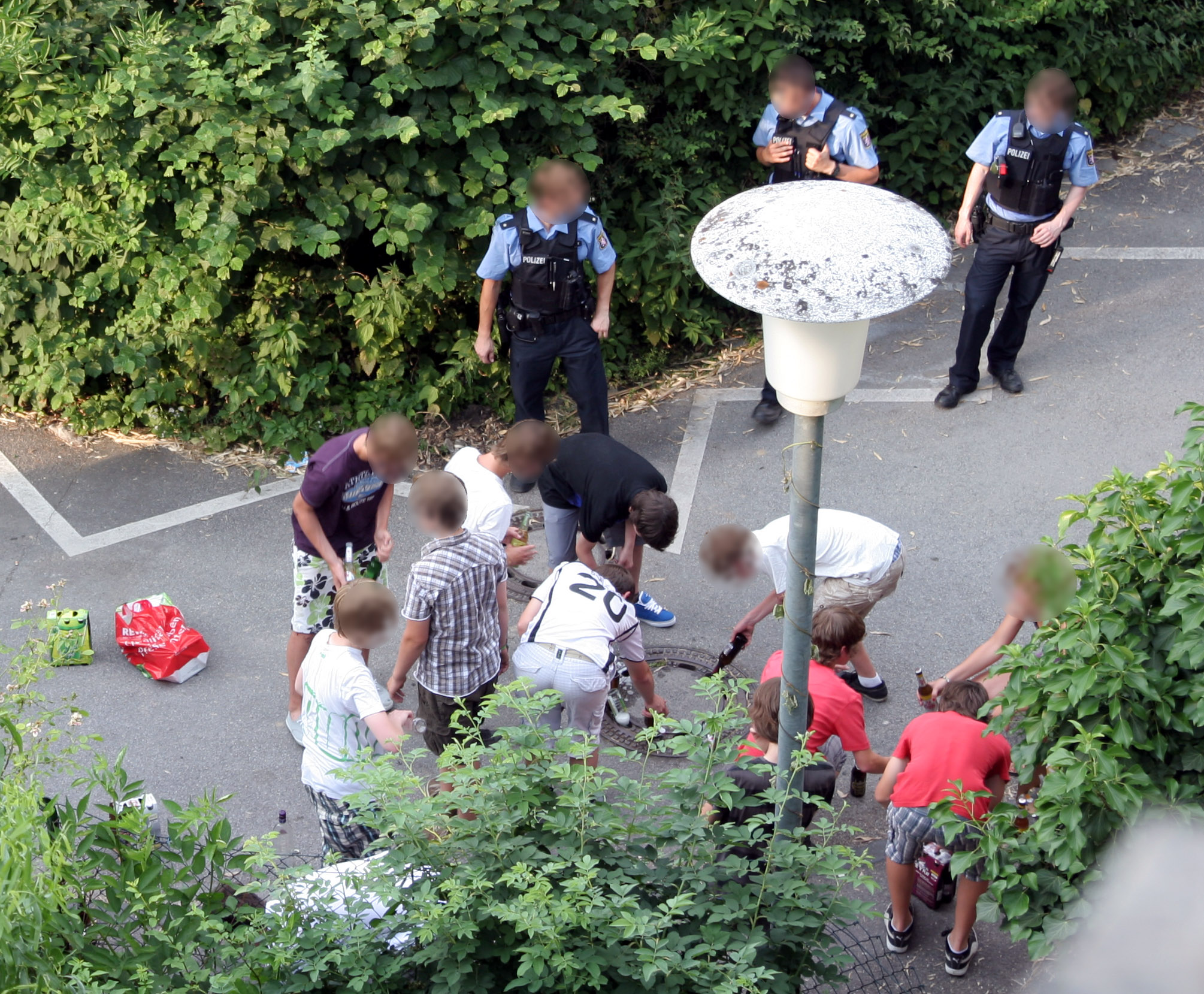
Ein Polizeieinsatz im Rahmen des Jugendschutzes. Mehrere Jugendliche müssen hier soeben gekaufte alkoholische Getränke wegschütten, da sie noch nicht die notwendige Altersgrenze erreicht haben.

In verschiedenen Staaten und Kulturen bestehen zum Teil sehr unterschiedliche Vorstellungen darüber,
- wovor Jugendliche im Einzelnen geschützt werden müssen,
- welche Altersgrenzen in unterschiedlichen Schutzbereichen zu ziehen sind und
- welchen Anteil des Schutzes der Staat durch gesetzliche Regelungen leistet und welchen Anteil er der Verantwortung der Erziehungsberechtigten überlässt.

Ein Problem besteht in der Umsetzung rechtlicher Regelungen in die gesellschaftliche Praxis: In den USA gilt z. B. ein generelles Alkoholverbot für Jugendliche (d. h. Menschen unter 21 Jahren), das auch rigoros durchgesetzt wird. In Deutschland hingegen ist der Konsum bestimmter alkoholischer Getränke Jugendlichen schon ab 16 Jahren gestattet.
Ebenfalls unterschiedlich fallen in den verschiedenen Staaten die rechtlichen Regelungen über das Mindestalter aus, ab dem eine selbstbestimmte Sexualität erlaubt ist. 
Solche Unterschiede haben ihre Wurzeln in traditionellen Denk- und Verhaltensmustern in den jeweiligen Gesellschaften sowie in unterschiedlichen Vorstellungen über das Verhältnis zwischen Staat und Individuum. Auch historische Erfahrungen spielen eine Rolle (z. B. die in Deutschland besonders ausgeprägte Vorstellung, der Staat müsse alles tun, um eine Wiederholung nationalsozialistischer Gewaltexzesse zu verhindern).
Ein Zielkonflikt besteht bei der Konzeption des Jugendschutzes darin, dass zwar einerseits Jugendliche noch minderjährig sind und einige Elemente der Idee des Kinderschutzes auch auf Jugendliche anwendbar sind (z. B. die Idee, dass auch Jugendliche vor altersunangemessenen Herausforderungen geschützt werden müssen), sich andererseits aber Jugendliche im Vergleich zu Kindern von ihrem Reifestand her kaum noch von Erwachsenen unterscheiden, deren Rechte und Pflichten sie ohnehin mit der Volljährigkeit erwerben. 
Die Unterschiedlichkeit der Regelungen in verschiedenen Ländern deuten auf die Schwierigkeit hin, die „richtige“ Regelung zu finden, obwohl sich zumindest in den westlich-pluralistisch orientierten Gesellschaften die Lebenswirklichkeiten der Jugendlichen nicht signifikant unterscheiden. Auf der einen Seite steht traditionelles Denken und historische Erfahrung, verbunden mit der Sorge um das Wohl des Nachwuchses. Auf der anderen Seite entwickeln sich Kinder und Jugendliche in vielerlei Hinsicht rascher, als Erwachsene dies wahrhaben wollen (Pubertät), was ja eigentlich gefördert und höchstens behutsam gelenkt, aber nicht ausgebremst oder ignoriert werden sollte. Diese Entwicklung verläuft jedoch nicht bei allen Jugendlichen gleich schnell und gleichartig. Dazu kommt die zunehmende Pluralität der Gesellschaft sowie der technische Fortschritt, die in wachsendem Umfang die Jugendlichen mit Möglichkeiten, Freiheit und Eigenverantwortlichkeit konfrontieren, zum Beispiel bei der Nutzung des Internets. Die in diesem Spannungsfeld entstehenden Meinungsverschiedenheiten und Konflikte sind emotional aufgeladen und eignen sich deshalb gut für politischen und medialen Populismus. Somit ist es für den Einzelnen schwer zu beurteilen, was aufgebauschte Extremfälle sind, was ein gesellschaftliches Problem ist, und was eigentlich ganz normal und in Ordnung ist.
Zumal die Beurteilung sich im Laufe der Zeit wandelt. Beispielhaft sei die Sexualität von Jugendlichen (bzw. von Unverheirateten allgemein) angeführt, was heute kein Reizthema mehr ist, während das vor dreißig oder gar fünfzig Jahren noch ganz anders war. Insofern ist es eigentlich in keiner pluralistischen Gesellschaft möglich oder sinnvoll, einen klaren Konsens zu finden und diesen in Gesetze zu gießen, die strikt durchgesetzt werden. Vielmehr vollzieht der Gesetzgeber tendenziell eher nach, was längst allgemeine Praxis ist, und lockert Regeln, deren Übertretung de facto längst nicht mehr geahndet werden. Als Beispiele aus Deutschland seien die Streichung des „Kranzgeld-Paragrafen“ im Jahr 1998 oder des § 175 StGB zum Verbot der Homosexualität, der in gelockerter Form bis 1994 existierte, genannt. Beide betrafen auch Jugendliche.
Kirchliche Morallehren wie der katholische Katechismus, die sich unter anderem mit solchen Fragen beschäftigen, sich einem sehr traditionellen Erziehungsansatz verpflichtet sehen und nicht gerade zur flexiblen Anpassung an die gesellschaftlichen Tatsachen neigen, finden kaum noch Beachtung und eignen sich damit auch nicht länger als allgemeine Richtschnur.

## Deutschland
Regelungen finden sich in folgenden Gesetzen:
- Jugendarbeitsschutzgesetz vom 12. April 1976,
- Jugend-Medienschutz-Staatsvertrag vom 10. September 2002,
- Jugendschutzgesetz vom 23. Juli 2002 (unter anderem über den Aufenthalt in Gaststätten, Spielhallen und bei öffentlichen Tanz- und Filmveranstaltungen sowie über den Verkauf und Genuss alkoholischer Getränke und Tabakwaren und die Verbreitung von jugendgefährdenden Medien),
- Achtes Buch Sozialgesetzbuch.

Ein wichtiges Instrument des deutschen Jugendschutzes ist die in Bonn ansässige Bundesprüfstelle für jugendgefährdende Medien (BPjM). Eine weitere von der Bundesregierung geförderte Institution ist jugendschutz.net.

## Österreich
In Österreich fällt der Jugendschutz in die Zuständigkeit der Länder. Es gibt daher in Österreich neun Jugendschutzgesetze (für jedes Bundesland eines). Darüber hinaus gibt es das Pornographiegesetz des Bundes. In dringenden Fällen und Notfällen bietet der österreichische Kinder- und Jugend-Telefonnotdienst 147 – Rat auf Draht kostenlose Beratung zum Thema Jugendschutz.

## Schweiz
In der Schweiz gibt es kein eigentliches Jugendschutzgesetz. Die entsprechenden Regelungen finden sich in anderen Gesetzen wie dem Alkoholgesetz, der eidgenössischen Lebensmittelverordnung oder in kantonalen Gewerbegesetzen.